# Rangifer (gwiazdozbiór)
Rangifer (z łac. „Renifer”) – historyczny gwiazdozbiór leżący pomiędzy obecnymi konstelacjami Cefeusza, Kasjopei i Żyrafy. Gwiazdozbiór został stworzony przez Pierre’a Lemonniera w roku 1742 z gwiazd położonych nad „grzbietem” Żyrafy. Intencją Lemonniera było upamiętnienie w ten sposób wyprawy do Laponii pod kierunkiem Pierre’a Maupertuisa, mającej na celu określenie odstępstwa kształtu Ziemi od kuli. Gwiazdozbiór przedstawiał żyjącego w Laponii renifera (Rangifer tarandus). Johann Bode nadał mu łacińską nazwę Rangifer, jego oboczna nazwa Tarandus także oznacza to zwierzę. Gwiazdozbiór w drugiej połowie XIX wieku był coraz rzadziej umieszczany na mapach nieba i wyszedł z użycia. Sąsiadował z wprowadzonym później, również porzuconym, gwiazdozbiorem Strażnika Plonów (Custos Messium).